# Poeciliopsis occidentalis
Poeciliopsis occidentalis és un peix de la família dels pecílids i de l'ordre dels ciprinodontiformes.

## Morfologia
Els mascles poden assolir els 6 cm de longitud total.

## Distribució geogràfica
Es troba a Nord-amèrica: oest de Mèxic i Estats Units (Arizona i Nou Mèxic).